# أوين غلين
أوين غلين (بالإنجليزية: Owen Glenn)‏ هو شخصية أعمال نيوزيلندي، ولد في 19 فبراير 1940 في كلكتا في الهند.